# József Gyuricza
József Gyuricza (Hódmezővásárhely, 16 gennaio 1934 – Budapest, 11 marzo 2020) è stato uno schermidore ungherese, vincitore di una medaglia di bronzo nella scherma ai giochi olimpici.